# Koszanowo (Pomerania Occidental)
Koszanowo [pronunciación en polaco: /kɔʂUnˈnɔvɔ/] (anteriormente alemán Kussenow) es un pueblo ubicado en el distrito administrativo de Gmina Brzeżno, dentro del Condado de Świdwin, Voivodato de Pomerania Occidental, en el norte de Polonia occidental. Se encuentra aproximadamente a 3 kilómetros al noreste de Brzeżno, a 6 kilómetros al sur de Świdwin, y a 88 kilómetros al noreste de la capital regional Szczecin.
Antes de 1945, el área fue parte de Alemania. Para la historia de la región, véase Historia de Pomerania.